# قائمة البعثات الدبلوماسية في ميانمار

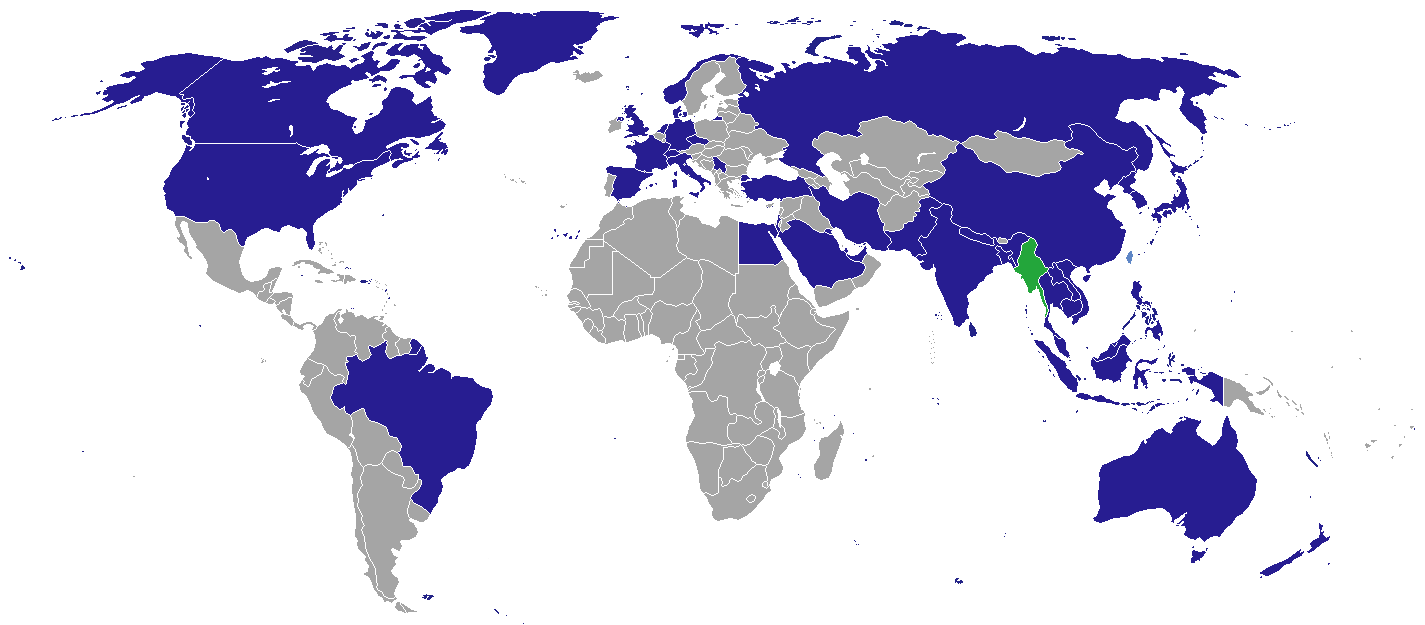
خريطة البعثات الدبلوماسية في ميانمار

هذه قائمة "" تضم بعثة دبلوماسية في ميانمار "". في نوفمبر 2005، نقلت حكومة ميانمار مقرها من يانغون إلى نايبيداو. في الوقت الحاضر، تستضيف العاصمة السابقة يانغون 43 سفارة. على الرغم من أن الحكومة كانت تشجع الدول الأخرى على نقل سفاراتها إلى نايبيداو، إلا أن العاصمة الجديدة لم تستضيف بعد أي سفارات باقية في يانغون. الدول الأخرى لديها سفراء معتمدين لدى ميانمار، ويقيم معظمهم في أماكن أخرى، عادة إما في نيودلهي أو في بانكوك. (لا يشمل ذلك القنصليات الفخرية).

## سفارات فييانغون
- أستراليا
- بنغلاديش
- البرازيل
- بروناي
- كندا
- كمبوديا
- الصين
- تيمور الشرقية[1]
- مصر
- فرنسا
- ألمانيا
- الهند
- إندونيسيا
- إسرائيل
- إيطاليا
- اليابان
- الكويت
- لاوس
- ماليزيا
- نيبال
- كوريا الشمالية
- باكستان
- الفلبين
- قطر
- روسيا
- السعودية
- صربيا
- سنغافورة
- إسبانيا
- كوريا الشمالية
- سريلانكا
- سويسرا
- تايلاند
- المملكة المتحدة
- الولايات المتحدة
- فيتنام

## بعثات أخرى فييانغون
- الاتحاد الأوروبي
- تايوان

## القنصليات / القنصليات العامة

### ماندالاي
- الصين
- الهند

### سيتوي
- بنغلاديش
- الهند

## السفارات غير المقيمة
مقيمين في بانكوك، تايلاند ما لم يذكر خلاف ذلك
- أنغولا (هانوي)[2]
- ألبانيا (بكين)
- الجزائر (هانوي)
- الأرجنتين
- النمسا
- أذربيجان (كوالالمبور)
- البحرين
- بيلاروسيا (هانوي)
- بلجيكا
- بنين (طوكيو)
- بوتان
- بلغاريا (هانوي)
- كولومبيا
- تشيلي
- كرواتيا (كوالالمبور)
- كوبا
- قبرص (نيودلهي)
- جمهورية التشيك[3]
- دنمارك[4]
- تيمور الشرقية (كوالالمبور)[5]
- إثيوبيا (نيودلهي)
- فيجي (سول)
- فنلندا[6]
- غامبيا (نيودلهي)
- جورجيا (كوالالمبور)
- غانا (كوالالمبور)
- اليونان
- الكرسي الرسولي
- المجر
- إيران
- أيرلندا
- العراق (جاكرتا)
- كازاخستان
- كينيا
- ليتوانيا (بكين)
- لوكسمبورغ
- ملاوي (نيودلهي)
- موريشيوس (نيودلهي)
- جزر مارشال (طوكيو)
- المكسيك (سنغافورة)
- منغوليا
- المغرب
- هولندا [7]
- نيوزيلندا[8]
- نيجيريا
- عمان (هانوي)
- بنما (هانوي)
- بيرو
- بولندا
- البرتغال
- رومانيا (بكين)
- سلوفاكيا
- جنوب أفريقيا
- السودان (بكين)
- السويد
- سوريا (نيودلهي)
- تنزانيا (نيودلهي)
- تركيا (دكا)[9]
- الإمارات العربية المتحدة (سنغافورة)
- أوكرانيا
- فنزويلا (هانوي)
- زيمبابوي (نيودلهي)

## السفارة السابقة
- إيران